# Coupe d'Allemagne féminine de football 2024-2025
Navigation
Édition précédente Édition suivante
Le DFB-Pokal Frauen 2024-2025 est la 45e édition de la Coupe d'Allemagne féminine.
Il s'agit d'une compétition à élimination directe ouverte aux clubs évoluant cette saison ou ayant évolué la saison passée en Frauen-Bundesliga ou 2. Frauen-Bundesliga ainsi qu'aux vainqueurs de coupes régionales de la saison précédente. Elle est organisée par la Fédération allemande de football (DFB).
La finale a lieu le 1 mai 2025 au RheinEnergieStadion à Cologne.

## Calendrier de la compétition
| Tour                                                                                   | Nom                 | Dates retenues                            | Équipes participantes | Équipes restantes |
| -------------------------------------------------------------------------------------- | ------------------- | ----------------------------------------- | --------------------- | ----------------- |
| 1                                                                                      | Premier tour        | Les 17 août 2024 au 19 août 2024          | 36                    | 18                |
| (entrée en lice des douze équipes de Frauen-Bundesliga 2023-2024) plus les deux promus |                     |                                           |                       |                   |
| 2                                                                                      | Deuxième tour       | Les 6 septembre 2024 au 11 septembre 2024 | 32                    | 16                |
| 3                                                                                      | Huitièmes de finale | Les 22 novembre 2024 au 24 novembre 2024  | 16                    | 8                 |
| 4                                                                                      | Quarts de finale    | Le 12 février 2025                        | 8                     | 4                 |
| 5                                                                                      | Demi-finales        | Le 22 mars 2025 et 23 mars 2025           | 4                     | 2                 |
| 6                                                                                      | Finale              | Le 1er mai 2025                           | 2                     | 1                 |

## Huitièmes de finale
Tirage au sort le 16 septembre 2024.
| Date       | Club                          | Score | Club                        |
| ---------- | ----------------------------- | ----- | --------------------------- |
| 23/11/2024 | Fortuna Cologne (D3)          | 0 - 3 | Werder Brême (D1)           |
| 22/11/2024 | Bayer 04 Leverkusen (D1)      | 1 - 0 | 1. FFC Turbine Potsdam (D1) |
| 23/11/2024 | Borussia Mönchengladbach (D2) | 2 - 0 | SG Essen-Schönebeck (D1)    |
| 24/11/2024 | Hambourg SV(D2)               | 4 - 2 | FC Carl Zeiss Iéna (D1)     |
| 22/11/2024 | VfL Bochum (D2)               | 0 - 5 | TSG Hoffenheim (D1)         |
| 23/11/2024 | 1. FSV Mainz 05 (D3)          | 1 - 4 | VfL Wolfsburg (D1)          |
| 22/11/2024 | 1. FC Union Berlin (D2)       | 0 - 2 | Eintracht Francfort (D1)    |
| 24/11/2024 | SC Fribourg (D1)              | 1 - 2 | Bayern Munich (D1)          |

## Quarts de finale
| Date       | Club                     | Score | Club                          |
| ---------- | ------------------------ | ----- | ----------------------------- |
| 12/02/2025 | Bayer 04 Leverkusen (D1) | 0 - 1 | Werder Brême (D1)             |
| 12/02/2025 | Bayern Munich (D1)       | 4 - 1 | Eintracht Francfort (D1)      |
| 12/02/2025 | Hambourg SV (D2)         | 0 - 3 | Borussia Mönchengladbach (D2) |
| 12/02/2025 | TSG Hoffenheim (D1)      | 1 - 0 | VfL Wolfsburg (D1)            |

- La surprise des quarts de finale est l'élimination du VfL Wolfsburg, vainqueur de dix titres d'affilé, qui perd la première fois en Coupe d'Allemagne depuis novembre 2013[2].

## Demi-finales
| Date       | Club               | Score | Club                |
| ---------- | ------------------ | ----- | ------------------- |
| 22/03/2025 | Bayern Munich (D1) | 3 - 2 | TSG Hoffenheim (D1) |
| 23/03/2025 | Hambourg SV (D2)   | 1 - 3 | Werder Brême (D1)   |

- Le derby du Nord entre Hambourg SV et le Werder Brême se joue devant 57 000 spectateurs ce qui est un nouveau record d'affluence dans un match de clubs en Allemagne[3].

## Finale
| 1 mai 2025 à 16h00 | Bayern Munich | 4 - 2   | Werder Brême | RheinEnergieStadion, Cologne |                      |
|                    |               | (2 - 1) |              | Spectateurs : 45 146         | Spectateurs : 45 146 |

- Le Bayern Munich remporte sa deuxième finale de Coupe d'Allemagne et remporte également son premier doublé Coupe/championnat[4].